# Annulosorites
Annulosorites es un género de foraminífero bentónico de la familia Soritidae, de la superfamilia Soritoidea, del suborden Miliolina y del orden Miliolida. Su especie tipo es Annulosorites spiralis. Su rango cronoestratigráfico abarcaba el Mioceno superior.

## Clasificación
Annulosorites incluye a la siguiente especie:
- Annulosorites spiralis †